# La Salvetat-Peyralès
La Salvetat-Peyralès (okzitanisch: La Salvetat (de Peiralés)) ist eine französische Gemeinde mit 1.001 Einwohnern (Stand: 1. Januar 2022) im Département Aveyron in der Region Okzitanien (vor 2016: Midi-Pyrénées). Sie gehört zum Arrondissement Villefranche-de-Rouergue und zum Kanton Aveyron et Tarn. 

## Geographie
La Salvetat-Peyralès liegt etwa 33 Kilometer westsüdwestlich von Rodez. An der südwestlichen Gemeindegrenze verläuft der Fluss Viaur, in den – von Süsosten kommend – der Lézert mit seinem Zufluss Liort einmündet. Umgeben wird La Salvetat-Peyralès von den Nachbargemeinden La Capelle-Bleys im Nordwesten und Norden, Rieupeyroux im Norden, Pradinas im Nordosten, Tayrac im Osten, Castelmary im Südosten, Mirandol-Bourgnounac im Süden, Jouqueviel im Südwesten, Lescure-Jaoul im Westen sowie Vabre-Tizac im Nordwesten.

## Bevölkerungsentwicklung
| Jahr                       | 1962 | 1968 | 1975 | 1982 | 1990 | 1999 | 2006 | 2019 |
| Einwohner                  | 1860 | 1672 | 1478 | 1311 | 1162 | 1062 | 1067 | 982  |
| Quellen: Cassini und INSEE |      |      |      |      |      |      |      |      |

## Sehenswürdigkeiten

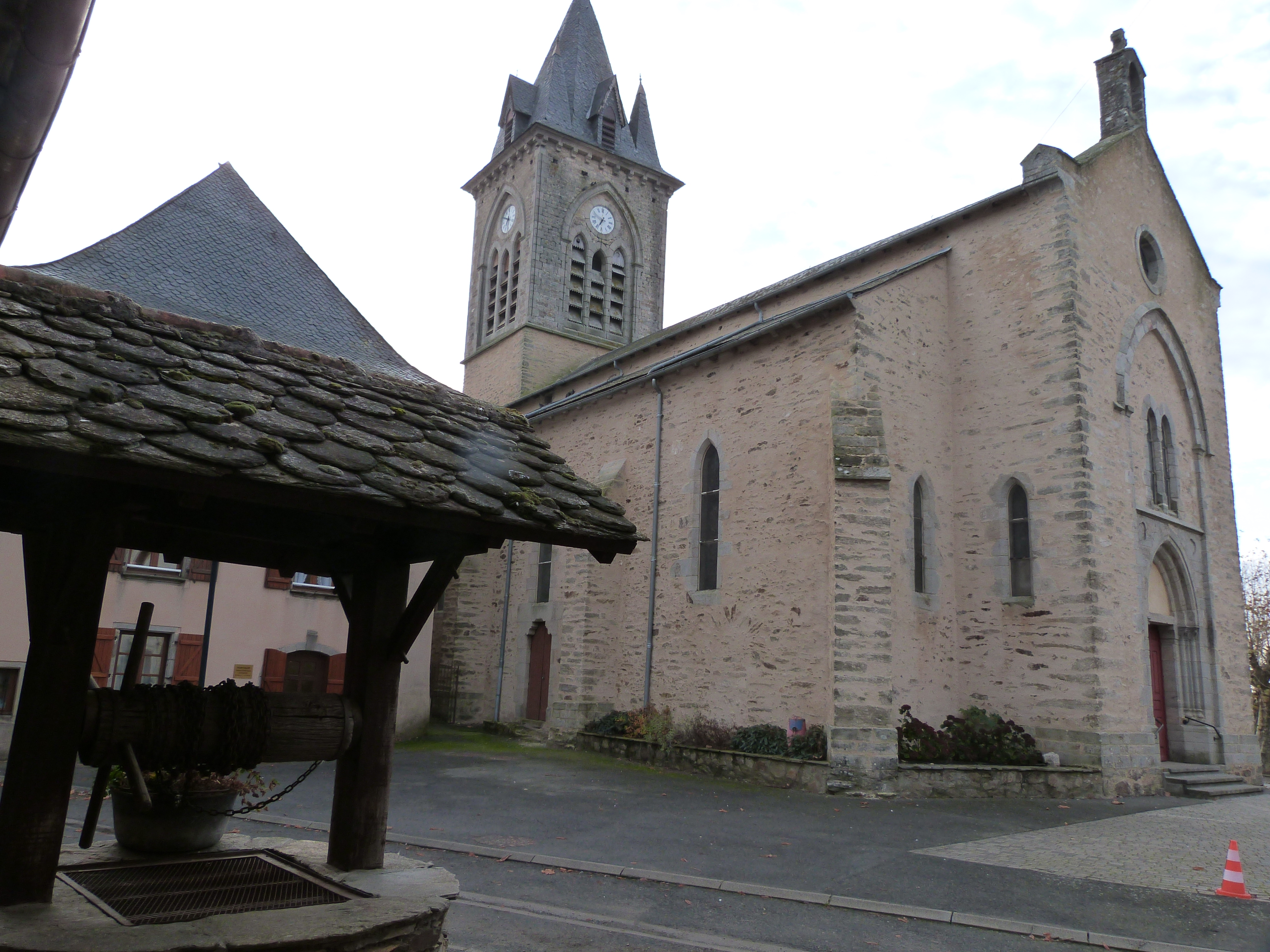
Kirche Sainte-Croix
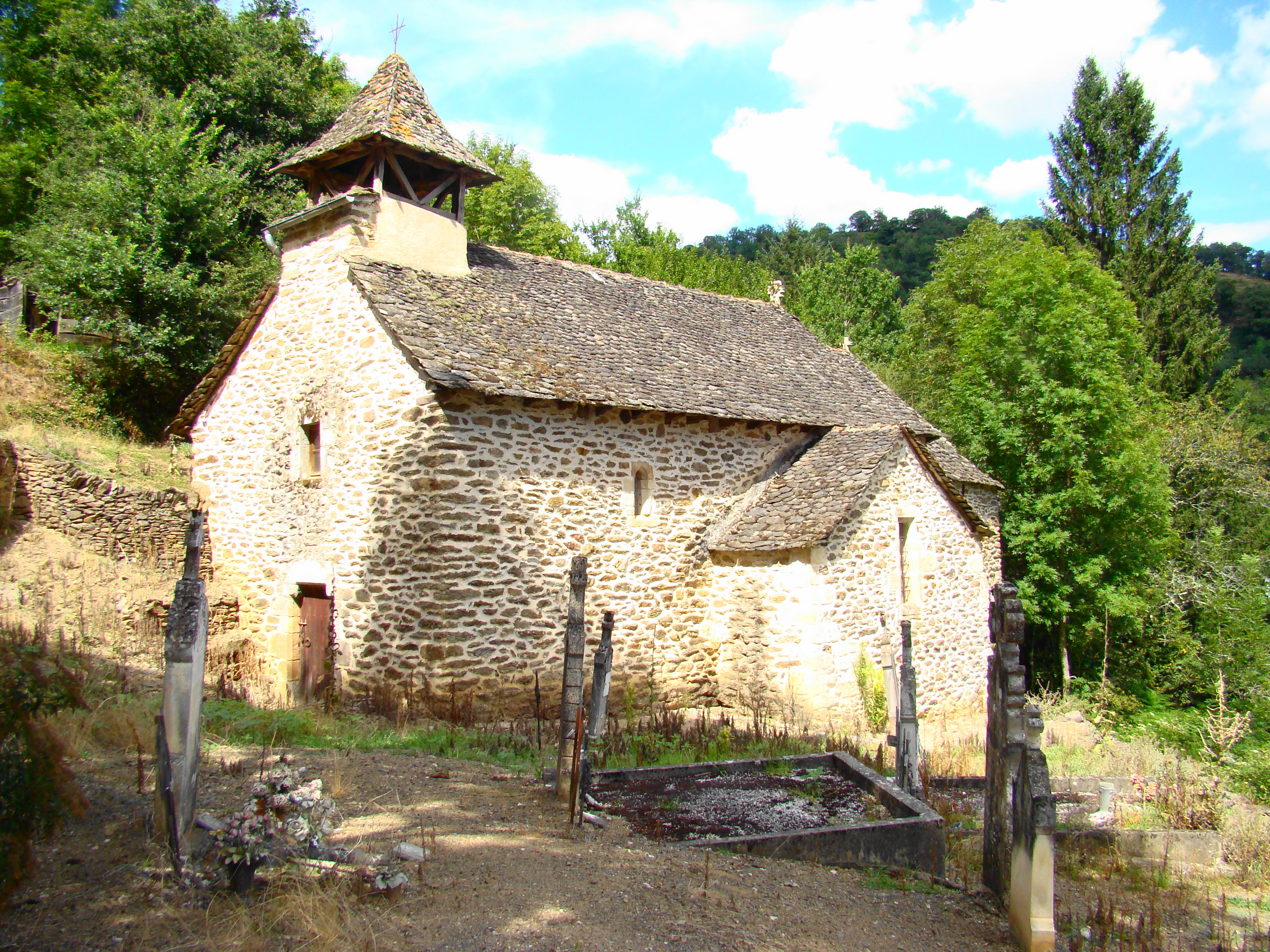
Kapelle von Murat, ursprünglich aus dem 11. Jahrhundert
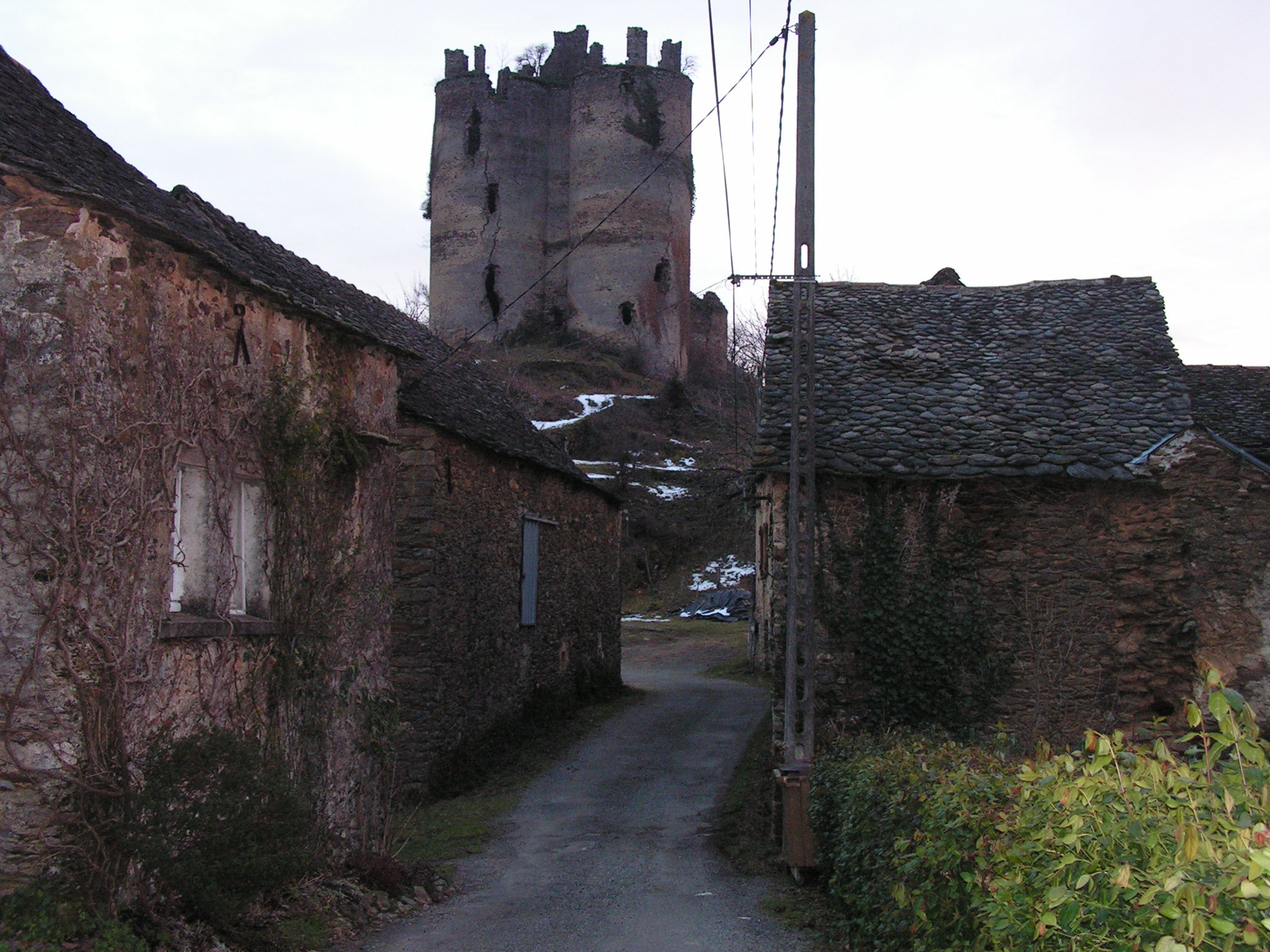
Burgruine  von Romégous

- Kirche Sainte-Croix
- Kapelle von Murat
- Burgruine Roumégous